# 貝爾沃 (北卡羅萊納州)
貝爾沃（英語：Belvoir）是位於美國北卡羅萊納州皮特縣的普查規定居民點。

## 人口
根據2020年美國人口普查的數據，貝爾沃的面積為5.12平方千米，皆為陸地。當地共有人口315人，而人口密度為每平方千米61.52人。